# Butea

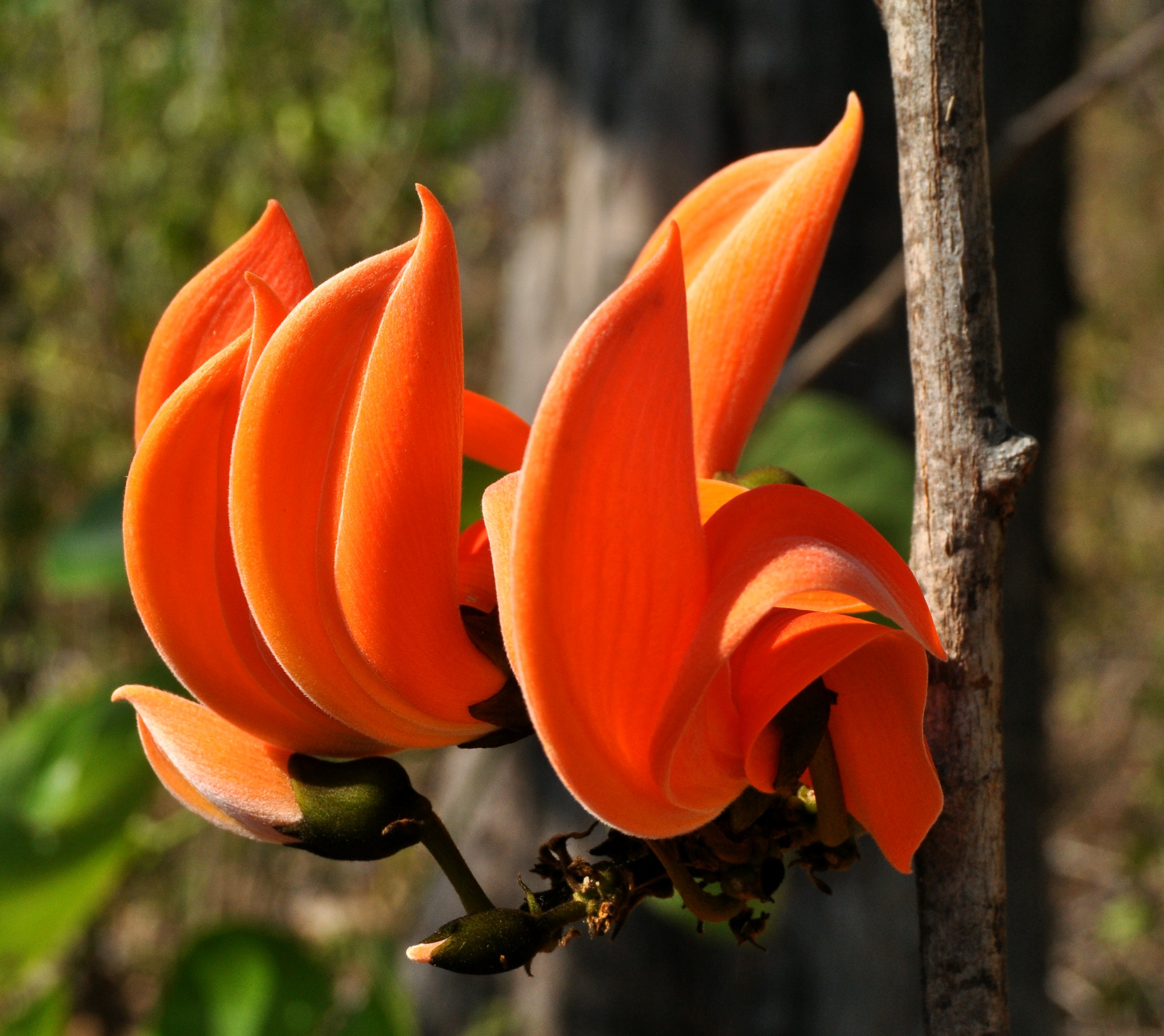
Detail květů Butea monosperma

Butea (Butea) je rod rostlin z čeledi bobovité (Fabaceae). Jsou to opadavé keře a stromy s trojčetnými listy a nápadnými, velkými, žlutými, oranžovými nebo červenými květy, rozkvétajícími v bezlistém stavu. Rod zahrnuje 3 druhy a je rozšířen v tropické Asii. Druh Butea monosperma je pěstován v příhodných oblastech tropů jako okrasná dřevina. Poskytuje také barvivo, vlákna a má využití v tradiční indické medicíně. Někdy je do rodu Butea vřazován rod Meizotropis (2 druhy v tropické Asii).

## Popis
Butey jsou opadavé popínavé keře nebo stromy dorůstající výšky až 15 metrů. Jsou to pomalu rostoucí dřeviny. Borka je šedá. Listy jsou trojčetné, hedvábně chlupaté, zpočátku měkké, později kožovité. Palisty jsou drobné a opadavé. Květy jsou velké a nápadné, žluté, oranžové nebo červené, uspořádané v hustých převislých hroznech skládajících svazky nebo laty. Kalich je velký, zvonkovitý, zakončený 5 trojúhelníkovitými laloky z nichž horní dva jsou srostlé v horní pysk. Pavéza je vejčitá, na vrcholu špičatá, asi stejně dlouhá jako srpovitá křídla a člunek. Člunek je ostrý až tupý, mohutný a silně zahnutý. Tyčinky jsou dvoubratré. Semeník je přisedlý nebo krátce stopkatý a obsahuje 2 vajíčka. Plody jsou asi 10 cm dlouhé, žlutohnědé. Horní část plodu je tlustá, obsahuje 1 semeno a je pukavá, zatímco spodní část je tenká, plochá a připomíná křídlo.

## Rozšíření
Rod butea zahrnuje 2 nebo 3 druhy. Je rozšířen v oblasti od Indie, Sri Lanky a jižní Číny po Indočínu a zasahuje i do Indonésie. Původnost výskytu v Indonésii však bývá považována za spornou. Tyto dřeviny rostou v sezónně suchých lesích do výšky kolem 1000 až 1200 metrů nad mořem.

## Taxonomie
Rod Butea je v současné taxonomii bobovitých řazen do tribu Phaseoleae. Někteří taxonomové vřazují do rodu Butea příbuzný rod Meizotropis, zahrnující 2 druhy rozšířené v jižní Asii, Číně a Indočíně.

## Ekologické interakce
Květy butey jsou bez vůně, obsahují mnoho nektaru a jsou opylovány ptáky.

## Obsahové látky
Butea monosperma obsahuje flavonoidy, z glykosidů zejména butin, butrin, isobutrin a palastrin. V květech je obsažen butrin,
koreopsin, monospermosid a jejich deriváty a také sulfurein.

## Význam
Druh Butea monosperma je znám podle tvaru květů jako papouščí strom (Parrott tree) nebo také jako plamen lesa (Flame of the forest). Tento vcelku nenápadný strom s velkými listy rozkvétá v bezlistém stavu množstvím velkých červených květů podobně jako některé zarděnice (Erythrina) a je v tropech pěstován jako okrasná dřevina. Oblíben je zejména v Indii a je zmiňován již ve staroindických védách. Stromy opadávají na krátký čas v zimním období a kvetou na přelomu zimy a jara. Mimo Indie je vysazován např. v jihovýchodní Asii a na Floridě. Je znám i žlutokvětý kultivar.
Z kmene Butea monosperma vytéká při poranění červená pryskyřice, která je používána jako léčivo v indické medicíně a také k barvení. Také z květů je získáváno barvivo. Do velkých listů se v Indii balí potraviny nebo se používají jako talíře. Z vláken z kořenů se vyrábějí provazy a sandály. Druhy B. monosperma i B. superba jsou využívány v tradiční indické medicíně zejména jako anthelmintikum a adstringens.

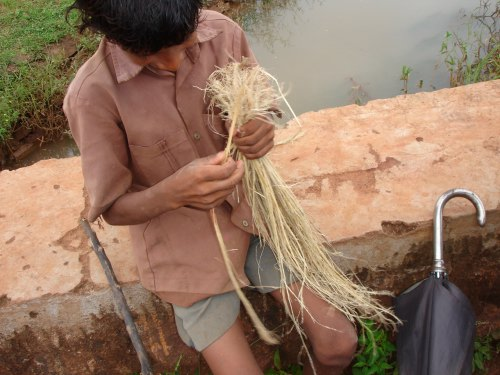
Vlákna z kořenů Butea monosperma
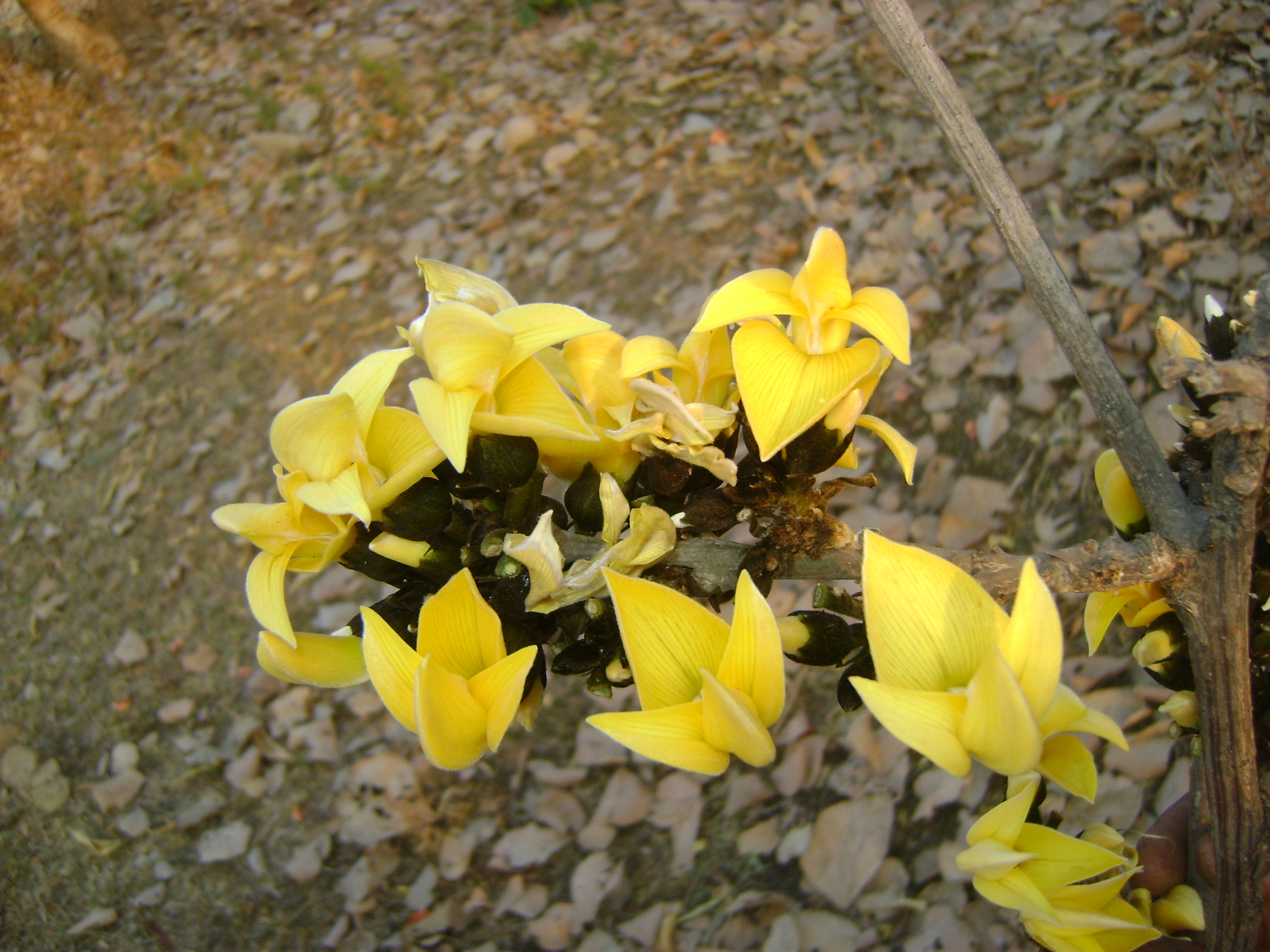
Žlutokvětý kultivar Butea monosperma
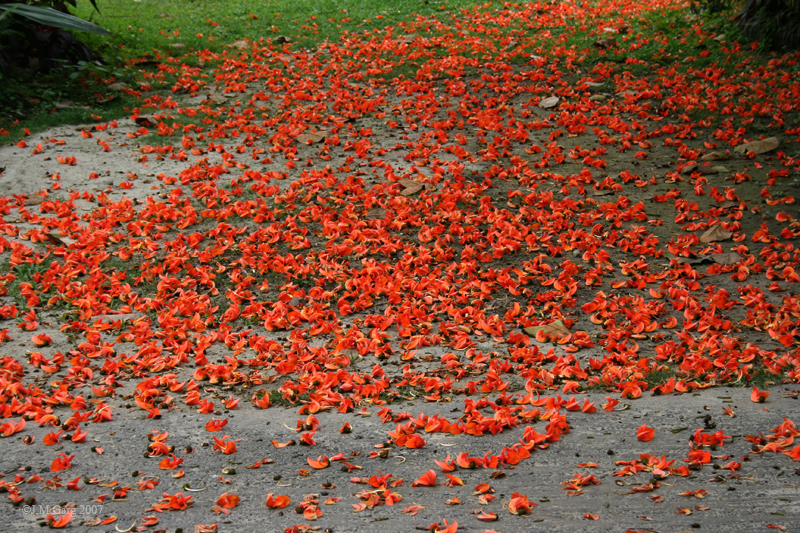
Opadané květy Butea monosperma

## Přehled druhů a jejich rozšíření
- Butea braamiana – jižní Čína (Jün-nan)
- Butea monosperma – Indie a jižní Čína až Indočína a západní Indonésie (Jáva)
- Butea superba – Indie a jižní Čína až Indočína a Indonésie (Jáva, Filipíny)[3]